# IFMSA medlemslande
Liste over IFMSA medlemslande. International Federation of Medical Students Association (IFMSA) samler som paraplyorganisation 105 nationale eller lokale organisationer fordelt over 101 lande og seks kontinenter (2012).
Visse lande som fx Spanien har to medlemsorganisationer i IFMSA, da Catalonien har en lokale organisationen, AECS, hvor resten af Spanien er organiseret under IFMSA-Spain. Danmark er repræsenteret i IFMSA af foreningen International Medical Cooperation Committee (IMCC).
| Land                                      | Kontinent   | Organisation          |
| ----------------------------------------- | ----------- | --------------------- |
| Algeriet                                  | Europa      | Le Souk               |
| Argentina                                 | Sydamerika  | IFMSA-Argentina       |
| Armenien                                  | Europa      | AMSP                  |
| Aserbajdsjan                              | Asien       | AzerMDS               |
| Australien                                | Oceanien    | AMSA                  |
| Bahrain                                   | Asien       | IFMSA-BH              |
| Bangladesh                                | Asien       | BMSS                  |
| Bolivia                                   | Sydamerika  | IFMSA Bolivia         |
| Bosnien og Hercegovina                    | Europa      | BoHeMSA               |
| Bosnien og Hercegovina - Republika Srpska | Europa      | SaMSIC                |
| Brasilien                                 | Sydamerika  | DENEM                 |
| Brasilien                                 | Sydamerika  | IFMSA Brazil          |
| Bulgarien                                 | Europa      | AMSB                  |
| Burkina Faso                              | Afrika      | AEM                   |
| Burundi                                   | Afrika      | Abem                  |
| Canada                                    | Nordamerika | CFMS                  |
| Canada – Québec                           | Nordamerika | IFMSA-Quebec          |
| Chile                                     | Sydamerika  | IFMSA-Chile           |
| Colombia                                  | Sydamerika  | ASCEMCOL              |
| Costa Rica                                | Nordamerika | ACEM                  |
| Danmark                                   | Europa      | IMCC                  |
| De Forenede Arabiske Emirater             | Asien       | EMSS                  |
| Ecuador                                   | Sydamerika  | IFMSA-Ecuador         |
| Egypten                                   | Afrika      | EMSA                  |
| Egypten                                   | Afrika      | IFMSA-Egypt           |
| El Salvador                               | Nordamerika | IFMSA El Salvador     |
| Estland                                   | Europa      | EstMSA                |
| Etiopien                                  | Afrika      | EMSA                  |
| Filippinerne                              | Asien       | AMSA-Philippines      |
| Finland                                   | Europa      | FiMSIC                |
| Frankrig                                  | Europa      | ANEMF                 |
| Georgien                                  | Asien       | GYMU                  |
| Ghana                                     | Afrika      | FGMSA                 |
| Grenada                                   | Europa      | IFMSA-Grenada         |
| Grækenland                                | Europa      | HelMSIC               |
| Haiti                                     | Nordamerika | ahem                  |
| Hong Kong                                 | Asien       | AMSAHK                |
| Indien                                    | Asien       | MSAI - Indien         |
| Indonesien                                | Asien       | CIMSA-ISMKI           |
| Irak – Kurdistan                          | Asien       | IFMSA-Kurdistan/Iraq  |
| Iran                                      | Asien       | IFMSA-Iran            |
| Island                                    | Europa      | IMSIC                 |
| Israel                                    | Asien       | FIMS                  |
| Italien                                   | Europa      | SISM                  |
| Jamaica                                   | Nordamerika | JAMSA                 |
| Japan                                     | Asien       | IFMSA-Japan           |
| Jordan                                    | Asien       | IFMSA-Jo              |
| Kenya                                     | Afrika      | MSAKE                 |
| Kina                                      | Asien       | IFMSA-China           |
| Kirgisistan                               | Asien       | MSPA Kyrgyzstan       |
| Korea                                     | Asien       | KMSA                  |
| Kroatien                                  | Europa      | CroMSIC               |
| Kuwait                                    | Asien       | KuMSA                 |
| Letland                                   | Europa      | LaMSA Latvia          |
| Libanon                                   | Asien       | LeMSIC                |
| Libyen                                    | Afrika      | LMSA                  |
| Litauen                                   | Europa      | LiMSA                 |
| Luxembourg                                | Europa      | Alem                  |
| Makedonien                                | Europa      | MMSA-Macedonia        |
| Malaysia                                  | Asien       | SMAMMS                |
| Malta                                     | Europa      | MMSA                  |
| Mexico                                    | Nordamerika | IFMSA-Mexico          |
| Mongoliet                                 | Asien       | MMLA                  |
| Montenegro                                | Europa      | MoMSIC Montenegro     |
| Mozambique                                | Afrika      | IFMSA-Mozambique      |
| Nederlandene                              | Europa      | IFMSA-The Netherlands |
| Nepal                                     | Europa      | NMSS                  |
| New Zealand                               | Oceanien    | NZMSA                 |
| Nigeria                                   | Europa      | NiMSA                 |
| Norge                                     | Europa      | NMSA                  |
| Oman                                      | Asien       | SQU-MSG               |
| Pakistan                                  | Asien       | IFMSA-Pakistan        |
| Palæstina                                 | Asien       | IFMSA-Palestine       |
| Panama                                    | Nordamerika | IFMSA- Panama         |
| Paraguay                                  | Sydamerika  | IFMSA-Paraguay        |
| Peru                                      | Sydamerika  | Celletekst            |
| Peru                                      | Sydamerika  | APEMH                 |
| Polen                                     | Europa      | IFMSA-Poland          |
| Portugal                                  | Europa      | PorMSIC               |
| Rumænien                                  | Europa      | FASMR                 |
| Rusland                                   | Asien       | HCCM                  |
| Rusland-Tatarstan                         | Asien       | Tamsa-Tatarstan       |
| Rwanda                                    | Afrika      | MEDSAR                |
| Saudi-Arabien                             | Asien       | IFMSA-Saudi Arabia    |
| Schweiz                                   | Europa      | SwiMSA                |
| Serbien                                   | Europa      | IFMSA-Serbia          |
| Slovakiet                                 | Europa      | SloMSA                |
| Slovenien                                 | Europa      | SloMSIC               |
| Spanien                                   | Europa      | IFMSA-Spain           |
| Spanien – Catalonien                      | Europa      | AECS                  |
| Storbritannien og Nordirland              | Europa      | Medsin-UK             |
| Sudan                                     | Afrika      | MedSIN-Sudan          |
| Sverige                                   | Europa      | IFMSA-Sweden          |
| Sydafrika                                 | Afrika      | SAMSA                 |
| Taiwan                                    | Asien       | IFMSA-Taiwan          |
| Thailand                                  | Asien       | IFMSA-Thailand        |
| Tjekkiet                                  | Europa      | IFMSA CZ              |
| Tunesien                                  | Afrika      | Associa-MED           |
| Tyrkiet                                   | Asien       | (TurkMSIC)            |
| Tyskland                                  | Europa      | BVMD                  |
| Uganda                                    | Afrika      | FUMSA                 |
| Ungarn                                    | Europa      | HuMSIRC               |
| USA                                       | Nordamerika | AMSA-USA              |
| Venezuela                                 | Sydamerika  | FEVESOCEM             |